# Dansk Raajern
Dansk Raajern er en dokumentarfilm fra 1944 instrueret af Karl Roos efter manuskript af samme.

## Handling
Om produktion af dansk råjern i cementovne.